# Bosque (pintura)
Bosque es un cuadro del pintor francés Paul Cézanne. Está realizado en óleo sobre lienzo. Mide 81,4 cm de alto y 66 cm de ancho. Fue pintado en 1902-1904. Se encuentra actualmente en la Galería Nacional de Canadá, Ottawa, Canadá, donde se exhibe con el título de Forest. Representa una zona boscosa cercana a Aix-en-Provence. 